# Landkreis Bad Doberan
Landkreis Bad Doberan – były niemiecki powiat leżący w północnej części landu Meklemburgia-Pomorze Przednie. Jego północną granicę stanowił brzeg Morza Bałtyckiego, od wschodu graniczył z powiatem Nordvorpommern, od południa z powiatem Güstrow, a od zachodu z powiatem Nordwestmecklenburg. W północnej części powiatu znajdował się Rostock (miasto na prawach powiatu) rozciągające się w kierunku północnego wschodu.
Przez południową część powiatu przepływała rzeka Warnow.
Jedną z atrakcji turystycznych powiatu była wąskotorowa kolejka parowa Bäderbahn Molli, biegnąca z Kühlungsborn do Bad Doberan.
W wyniku reformy administracyjnej Meklemburgii-Pomorza Przedniego powiat został włączony 4 września 2011 do nowo utworzonego powiatu Rostock.

## Podział administracyjny
W skład powiatu wchodziły:
- osiem gmin (niem. amtsfreie Gemeinde)
- siedem związków gmin (niem. Amt)

Gminy:
| Lp. | Nazwa        | Ludność (31.12.2008) | Powierzchnia km² |
| --- | ------------ | -------------------- | ---------------- |
| 1   | Bad Doberan  | 11.294               | 32,76            |
| 2   | Dummerstorf  | 7.329                | 119,89           |
| 3   | Graal-Müritz | 4.278                | 8,22             |
| 4   | Kröpelin     | 4.832                | 67,26            |
| 5   | Kühlungsborn | 7.210                | 16,16            |
| 6   | Neubukow     | 4.104                | 24,99            |
| 7   | Sanitz       | 5.831                | 82,36            |
| 8   | Satow        | 5.685                | 119,59           |

Związki gmin:
| Lp. | Nazwa                 | Ludność (31.12.2008) | Powierzchnia km² | Liczba gmin |
| --- | --------------------- | -------------------- | ---------------- | ----------- |
| 1   | Amt Bad Doberan-Land  | 11.555               | 108,46           | 9           |
| 2   | Amt Carbäk            | 8.673                | 98,98            | 7           |
| 3   | Amt Neubukow-Salzhaff | 7.203                | 181,65           | 7           |
| 4   | Amt Rostocker Heide   | 8.708                | 89,01            | 5           |
| 5   | Amt Schwaan           | 7.855                | 122,15           | 7           |
| 6   | Amt Tessin            | 6.937                | 173,66           | 9           |
| 7   | Amt Warnow-West       | 16.609               | 117,17           | 7           |